# Двоногість
Двоно́гість, біпедалі́зм (від лат. bi=два і pedis=ступні) — спосіб пересування на задніх кінцівках. Здебільшого це поняття вживається відносно тварин, головним чином людини та викопних гомінідів, а також відносно деяких пристроїв (наприклад, роботів). Формами двоногості є ходіння, біг, стрибання та прийняття вертикальної стоячої постави.

## Тварини
Найдавніші відомі випадки двоногості виявлено у деяких архозаврів та їхніх нащадків, наприклад, динозаврів та птахів. Причому великі птахи зазвичай бігають, а малі — стрибають. Особливим випадком є пінгвіни, які додатково приймають випростану, вертикальну позицію тіла. Ссавці значно частіше пересуваються з допомогою чотирьох кінцівок. Найбільшою групою ссавців, які пересуваються на задніх кінцівках, при одночасній випростаній поставі, є кенгурові. Декілька видів (деякі гризуни, ведмедеві) приймають двоногу стоячу позицію під час харчування, або боротьби, а деякі скачуть, як кенгуру. Особливо серед приматів часто спостерігається тимчасова двоногість, на час виконання деяких дій, після чого тварина повертається до підпирання передніми кінцівками.

## Гомініди
Усі форми двоногості — ходьба, біг та стрибки — при одночасному постійному збереженні випростаної постави тіла є характерними лише для людини та її викопних форм. Попри існування багато гіпотез не відомо, що спричинило появу двоногості у гомінідів.
Традиційно приймалося, що досягнення двоногості було ефектом переходу з деревного на наземний спосіб життя та переходу з лісистих на трав'янисті території (так звана савани теорія). Цій теорії представлено серйозні контраргументи. У людини не виявлено пристосувань до життя на трав'янистих місцевостях, далеко від води, що спостерігаються у більшості наземних ссавців. Двоногість осягнули гомініди пов'язані з лісистим середовищем, поблизу джерел води, а це підказує, що людина спершу прийняла випростану позицію, і лише пізніше залишила своє первісне середовище, найімовірніше після досягнення достатнього розумового рівня та оволодіння вмінням вироблення знарядь, щоб могти оборонятися від хижаків на відкритих місцевостях савани. Єдиним відомим — крім представників лінії Homo — приматом, чия будова свідчить про двоногість (згідно з Köhler та Moyà-Solà) був ореопітек (Oreopithecus bambolii).
Інша теорія, що двоногість ранніх гомінідів утворилася в ефекті частого перебування на мілких прибережних водах (теорія водної мавпи).

## Двоногі роботи

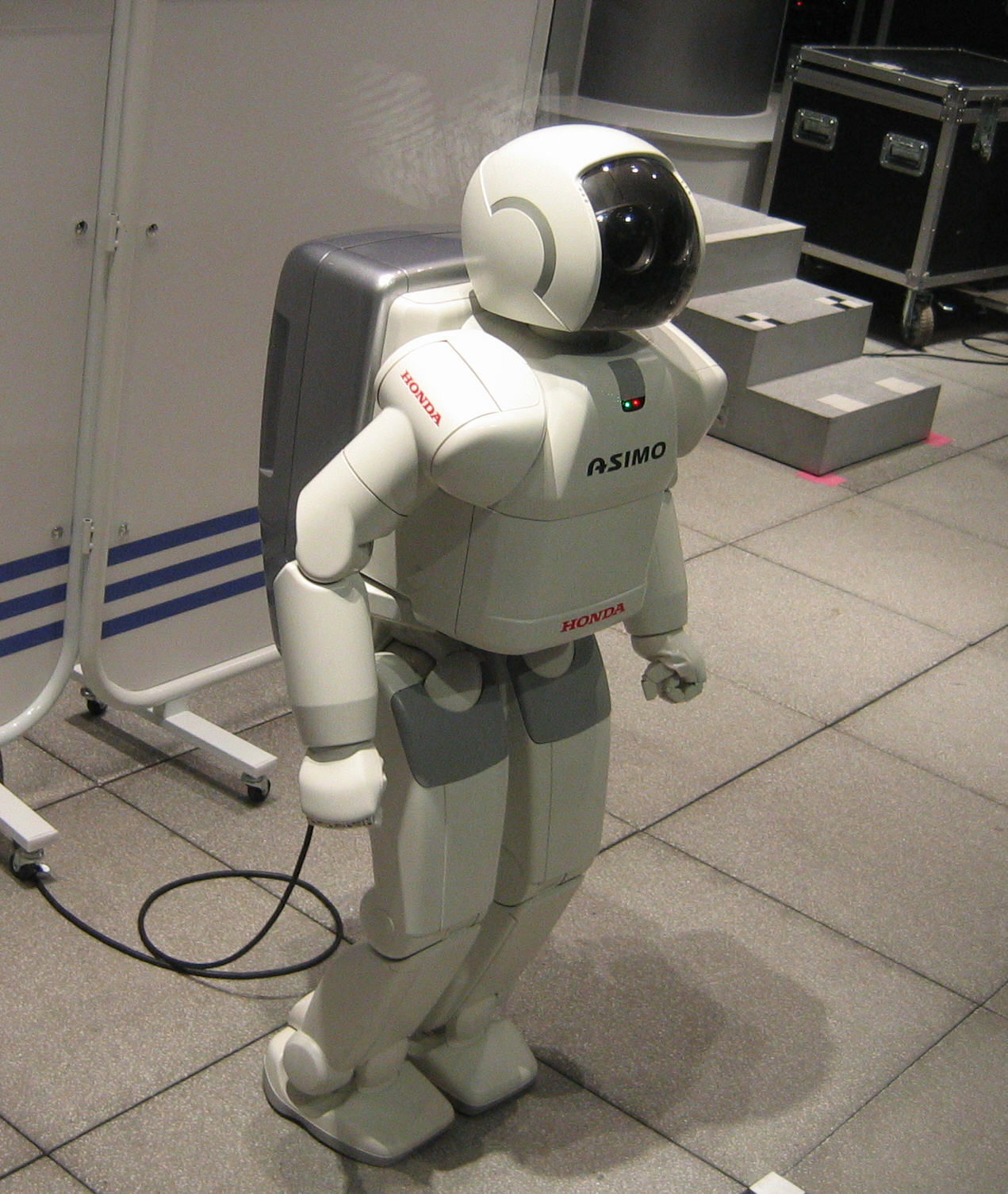
ASIMO — двоногий робот

Протягом майже цілого 20 століття, двоногих роботів було дуже важко сконструювати. Роботи, які могли рухатися, зазвичай використовували колеса, гусениці, або багато ніг. Проте, все дешевші та компактніші обчислювальні технології, зробили двоногих роботів легшими для створення. Деякими відомими двоногими роботами є ASIMO, вироблений Хондою, HUBO та Albert Einstein HUBO вироблені KAIST та QRIO, вироблений Соні.